# Gropholmarnas naturreservat
Gropholmarnas naturreservat är ett naturreservat som omfattar några holmar i nedre Dalälven och fastland i Älvkarleby kommun i Uppsala län.
Området är naturskyddat sedan 1997 och är 16 hektar stort. Reservatet består av barr- och lövskog.